# 季桥镇
季桥镇是江苏省淮安市淮安区的一个镇。
该镇位于淮安城区中心以东约10千米，地处淮河入海水道与苏北灌溉总渠北侧，东与顺河乡毗邻、西与城东乡（后改城东街道）交接、北面毗邻席桥镇。全镇行政管辖区域总面积51.4平方千米，东西长7.3千米。下辖1个居民委员会（农中）和13个村民委员会，3.7万人口。
季桥镇地处苏北大平原，拥有4.8万亩耕地，传统上是一个重要的农业区。季桥村（老集镇）曾经是周边数个乡镇的传统商品流通集散地，苏北灌溉总渠开挖后衰落，镇政府业搬迁到淮茭路上（楚州至茭陵的县道）的农中居委会。
2000年以后，京沪高速公路、新长铁路穿境而过，季桥镇的交通地位上升，被纳入淮安市重点发展乡镇之一，楚州工业园区也向东扩展，将该镇纳入工业园区规划范围。
2018年7月撤消，并入山阳街道。

## 行政区划
现辖：
席桥社区、黄桥村、浦马村、三里村、张蔡村、丁朱村、王口村、朱黄村、谢荡村和稻麦园种场村。